# Paracoccidioidomicose
A paracoccidioidomicose (PCM), é uma doença endêmica do continente sul americano,  causada pelo fungo Paracoccidioides brasiliensis . No Brasil, que concentra 80% dos casos reportados mundialmente, é popularmente conhecida como doença do tatu ou doença do capim .É comumente referida como  doença de Lutz-Splendore-Almeida, granulomatose paracoccidióidica ou blastomicose sulamericana . Entretanto, esta última designação, apesar de ainda ser amplamente usada no meio médico e acadêmico, foi abolida na década de 1970 , uma vez que o agente etiológico da blastomicose é o fungo Blastomyces dermatitidis, geograficamente restrito à América do Norte e África Centro-Oriental .
A PCM é a mais significativa infecção fúngica profunda na América do Sul e por ter um caráter sistêmico, pode afetar todos os órgãos do corpo, entretanto, atinge com maior frequência os  pulmões, mucosas orais e respiratórias, pele, linfonodos, ossos, meninges, glândulas suprarrenais e tubo digestório, o que faz com que o quadro clínico seja bastante variado . Não há relatos de isolamento de P. brasiliensis em outras regiões do planeta e nos casos de surgimento da doença em locais não endêmicos, há invariavelmente o histórico de trânsito nas zonas onde ela é prevalente .

## Etiologia
O P. brasiliensis é um fungo ascomiceto dimórfico muito semelhante ao Histoplasma capsulatum que causa a doença Histoplasmose. A espécie foi descoberta em 1908 no Brasil pelo médico sanitarista Adolfo Lutz, que, apesar de não o nomear, descreveu estruturas como "pseudococcídeos" junto aos micélios em cultura . Contribuições científicas bastante significativas foram dadas pelos pesquisadores Alfonso Splendore e Floriano Paulo  de Almeida nos anos seguintes .
No ambiente, em temperaturas variando de 4 a 28 °C, sua fase teleomórfica é multicelular é se apresenta como um bolor contendo micélios constituídos por hifas septadas com clamidoconídeos intercalados ou terminais , entretanto, quando infectando seu hospedeiro (seres humanos) se desenvolve como leveduras (forma unicelular), com multiplicação assexuada por germinação . As formas multicelular e unicelular diferenciam-se por conferir ao fungo maior resistência e maior patogenicidade, respectivamente . As leveduras apresentam morfologia esférica, com diâmetro variando entre 2 a 30 µm . Seu modo de reprodução se dá por brotamento múltiplo que apresenta forma característica de aspecto de “timão de navio” ou “roda de leme”, apontado como sua forma patognomônica .
O P. brasiliensis é um organismo edáfico, sendo o micélio sua forma de vida saprofítica. Os esporos produzidos pelo fungo, infectam solo e matéria vegetal em decomposição . No ser humano, a infecção ocorre por inalação de esporos seguida por lesão pulmonar primária e/ou contato de feridas não cicatrizadas com solo ou vegetais contaminados  (inoculação traumática) , e posterior disseminação linfática ou hematogênica . Os únicos hospedeiros definitivos conhecidos são os humanos e os tatus  denominados armadilhos em Portugal. Até 70% dos animais capturados na natureza estão infectados, mas a maioria não manifesta a doença .

## Epidemiologia
A doença ocorre na América do Sul, do México até a Argentina, excetuando-se países como Chile, Panamá, Guianas, Nicarágua, Belize, El Salvador e várias ilhas do Caribe que não possuem registros de casos nativos da doença . Com distribuição regional heterogênea, no Brasil, é mais prevalente no Sudeste e Sul e nos últimos anos aumentaram os casos na região Centro-Oeste e Norte, intimamente relacionado ao desbastamento de florestas nativas .
Ao contrário de outras micoses sistêmicas, a PCM é comum em pacientes imunocompetentes, por outro lado, o uso de imunossupressores, e a própria imunossupressão, como na AIDS, relacionam-se com a maior susceptibilidade à doença . A infecção pelo P. brasiliensis atinge mais comumente pessoas entre 10 e 20 anos de idade, mas os sintomas só aparecem entre os 30 e 60 anos, como reativação de foco latente por baixa imunidade .
Os homens e mulheres são acometidos na proporção de 10:1, não havendo diferenças significativas entre os sexos na infância e após os 50 anos de idade, sugerindo que os níveis de estrogênio sejam um forte fator protetor ao sexo feminino .Trabalhadores rurais que, pela natureza de suas atividades, são expostos e permanecem, por tempos prolongados, em contato com o solo e matéria vegetal em decomposição, tem risco de contaminação maior .
Podem ter maiores chances de serem acometidos pela doença, homens, fumantes e/ou alcoolistas, cujas condições de higiene, nutricionais e socioeconômicas são precárias .
Por não ser uma doença de notificação compulsória, na maioria dos estados brasileiros, a real prevalência da doença não é conhecida, mas na América do Sul a prevalência é estimada em 3:100.000 habitantes .
É um dramático problema de saúde pública, por apresentar altos índices de mortalidade e sequelas em hospedeiros não diagnosticados ou não tratados apropriadamente . Podendo ocasionar sérios impactos socioeconômicos, por incapacitação dos indivíduos em idade produtiva .
A PCM pode ser facilmente confundida com doenças como neoplasias e tuberculose, podendo ocorrer concomitantemente, até 14% dos casos tem associação tuberculose-paracoccidioidomicose, sendo um fator de agravamento ao tratamento de ambas as doenças . A taxa de mortalidade é estimada em 1,5: 1.000.000 de habitantes, sendo a oitava causa mortis entre as doenças infecto-parasitárias crônico-recorrentes. Se associada à AIDS, a letalidade atinge até 30% dos casos .
Como várias outras doenças tropicais, é uma Doença Negligenciada. Esta definição refere-se ao rol de doenças infecciosas, parasitarias e geralmente restritas à populações de baixa renda, que por não proporcionar retorno financeiro, carecem de investimentos em pesquisas, produção de medicamentos ou controle sanitário .

## Patogênese
A infecção paracoccidioidomicótica é adquirida pela via inalatória ou por inoculação dos conídios e fragmentos micelianos nas mucosas oral e nasal. Não possui transmissão inter-humana . Ao serem inalados, os esporos alcançam os bronquíolos terminais e alvéolos pulmonares transformando-se em células leveduriformes e então, instalam-se nos pulmões, e são fagocitadas pelos macrófagos, no interior dos quais sobrevivem e se multiplicam . Na maioria dos casos a infecção é assintomática e o sistema imunitário destrói o invasor. Há frequentemente formação de granulomas que limitam a disseminação das leveduras. Numa minoria há sintomas de pneumonia, com febre, sudorese, tosse e expectoração e falta de ar. Pode haver disseminação do fungo, mesmo na ausência de sintomas pulmonares, com infecção de órgãos e formação de granulomas levando a úlceras vermelhas na pele e mucosas, particularmente na boca e nariz, que serão talvez os sintomas mais comuns da doença .
Por vezes há limitação da doença ao pulmão sem resolução, desenvolvendo-se um quadro clínico semelhante ao da tuberculose. Deve-se notar que há outras formas de paracoccidioidomicose, além da pulmonar a infecção pode ocorrer por inoculação traumática . Apesar das manifestações pulmonares terem sido as mais relatadas na literatura, o acometimento extrapulmonar da paracoccidioidomicose é relativamente significante .

## Diagnóstico
A suspeita de paracoccidioidomicose pode aparecer facilmente em exames como radiografia e tomografia de tórax. O sinal da "borboleta" ou do "morcego" evidenciado na radiografia simples de tórax sugere o diagnóstico de paracoccidioidomicose. Encontram-se lesões alveolares e infiltrados reticulo-nodulares em terços médios, com envolvimento pulmonar bilateral, para-hilar e simétrico.
Já o agente infeccioso  pode ser diagnosticado por :
- Imunodifusão dupla (ID),
- Contraimunoeletroforese (CIE),
- Imunofluorescência indireta (IFI),
- Ensaio imunoenzimático (ELISA),
- Imunoblot (IB).

Entretanto, o “padrão-ouro” para diagnóstico da PCM é o exame da expectoração em fresco (na forma pulmonar) ou amostra de outro espécime biológico, como aspirado de linfonodo afetado, que ao serem analisados ao microscópio, podem apresentar o patógeno com aparência de "timão" (volante de navio). Entretanto, a cultura pode ser necessária para a identificação bem sucedida .

### Diagnóstico diferencial
Constituem os principais diagnósticos diferenciais na forma aguda: linfoma, leucemia, histoplasmose, tuberculose, toxoplasmose, leishmaniose visceral e mononucleose infecciosa. Na forma crônica cutâneo-mucosa: leishmaniose cutânea ou mucosa, tuberculose, cromoblastomicose, hanseníase, sarcoidose, lues e neoplasias . Para o diagnóstico das lesões ósseas, devem ser incluídos os tumores primários ou metastáticos, tais como mieloma múltiplo, linfoma e osteosarcoma, além de outras doenças infecciosas, como osteomielite e tuberculose .

## Tratamento
O tratamento, no geral,  é ambulatorial e farmacológico e os medicamentos mais comumente administrados são antimicóticos como :
- Cetoconazol - 200 mg, via oral, a cada 12 horas, durante 12 a 18 meses.
- Itraconazol - 100 mg, via oral, a cada 12 horas, durante 6 a 18 meses.
- Cotrimoxazol - 160 mg a 240 mg de trimetropim e sulfametoxazol 800 mg a 1.200 mg, via oral, a cada 12 horas, durante 12 a 24 meses.

Pacientes graves devem ser tratados no hospital com anfotericina B  1 mg/kg/dia intravenosa ou com duas ampolas intravenosas de sulfametoxazol/trimetoprim (Cotrimoxazol) a cada 8h até melhora clínica suficiente para seguir o tratamento com comprimidos. A duração do tratamento depende da gravidade da doença (6 meses na forma leve, 12 na forma moderada e 24 na forma grave) .
Ressalta-se que a cura não ocorre devido à inviabilidade de erradicação do patógeno, portanto, o objetivo do tratamento se restringe à recuperação clínica do paciente. Por outro lado, considerando o risco de sua reativação, é necessário o acompanhamento dos pacientes após o fim do tratamento com a finalidade de evitar a recidiva da doença . O acompanhamento desses indivíduos, por ser longo, tanto durante o tratamento quanto durante o monitoramento pós-terapêutico, esbarra no entrave do alto índice de abandono, alcançando taxas de até 30% dos casos no Brasil .

## Patologia

### Paracoccidioidomicose suprarrenal
Em geral a lesão das supra-renais é subclínica, sendo diagnosticada apenas nos casos que desenvolvem Doença de Addison, que são pouco freqüentes. Esses pacientes em geral tem longo tempo de evolução da moléstia, período durante o qual ocorre necrose e fibrose confluente das supra-renais, destruindo o tecido glandular e reduzindo os níveis sangüíneos de aldosterona e cortisol. Essa deficiência manifesta-se por escurecimento da pele e da mucosa gengival. Com a insuficiência da adrenal (supra-renal) ocorre um aumento da captação de glicose pelas células, diminuindo a concentração plasmática de glicose causando hipoglicemia, que se não controlada pode ser fatal. A hipofunção do córtex supra-renal pode manifestar-se agudamente em situações de stress, como nas recidivas da micose, colocando em risco a vida do paciente .

### Paracoccidioidomicose neurológica
Uma forma grave da PCM acomete o sistema nervoso central (SNC), compreendendo, em torno, de 12% dos casos dessa doença. O fungo afeta, com maior frequência, a região supratentorial principalmente os hemisférios cerebrais, considerando sua disseminação hematogênica 
Normalmente há formação de um ou mais granulomas no cérebro, expressos como lesão expansiva intracraniana. A hipertensão intracraniana progressivamente causa cefaléia, alterações no estado de consciência e de fala, equilíbrio, motricidade e sensibilidade além de convulsão e edema de papila .
Raramente, o granuloma desenvolve-se na medula espinhal. A meningite de evolução crônica é uma forma de lesão menos comum, manifestando-se como hipertensão intracraniana acompanhada ou não de sinais de irritação meníngea .

### Paracoccidioidomicose cutânea
Nos pacientes com a forma aguda da doença, as lesões tendem a ser múltiplas, espalhando-se pela face, couro cabeludo, tórax e membros superiores. Começam como pequenas pápulas eritematosas, transformando-se em nódulos ou placas eritematovioláceas, até atingir a  forma de lesões ulcerocrostosas, com vários centímetros de diâmetro. Em geral, essas úlceras são circulares, têm bordas pouco elevadas e fundo granuloso recoberto com exsudato fibrinopurulento. Quando múltiplas, lesões em vários estágios estão presentes simultaneamente .
Na forma crônica da micose, as lesões localizam-se mais na face, especialmente na região dos lábios e nariz, em alguns casos atingindo pálpebras e orelhas. Nessa forma as lesões formam placas elevadas, com verrugas ou úlceras. A lesão sarcoídica, possivelmente causada por hipersensibilidade a antígenos do fungo, tem aspecto de placas pouco elevadas, bem delimitadas e tonalidade eritematoviolácea .

### Paracoccidioidomicose óssea
Em consequência da disseminação hematogênica, as manifestações ósseas na PCM não são raras . As lesões são osteolíticas, arredondadas, com bordas bem delimitadas, variando de poucos milímetros até 3 cm de diâmetro  e podem apresentar halo esclerótico, com as devidas ressalvas de haver divergência entre os autores quanto a esta última condição . Geralmente, as lesões são multifocais  e muitas vezes mimetizam a osteomielite comum .
No geral, as lesões ósseas são assintomáticas, e na maioria dos casos são detectadas através de exames radiológicos de rotina, ao contrário das lesões articulares que são muito mais agressivas e clinicamente mais exuberantes .
A doença pode afetar qualquer osso, tanto do esqueleto axial quanto apendicular, entretanto, ressalta-se a prevalência no segmento torácico e cintura escapular, acometendo principalmente clavículas, escápulas, costelas e esterno . Nos ossos longos, os sítios mais lesados são as metáfises e epífises, provavelmente devido ao intenso fluxo vascular nestas regiões . Nos ossos achatados, as lesões geralmente exibem aspecto insuflativo . Na coluna vertebral, as lesões podem atingir as cartilagens intervertebrais e com certa frequência irradiar e erodir os corpos vertebrais, simulando espondilite tuberculosa .
Apesar de não serem consideradas características patognomônicas da doença, em muitos casos de PCM são recorrentes o acometimento bilateral das extremidade laterais das clavículas, acrômios e asas do ílio . As fraturas patológicas correlacionadas às lesões osteolíticas, muitas vezes pouco associados à paracoccidioidomicose osteoarticular, foram observadas em estudos recentes .

## Paleopatologia
Apesar da PCM ser uma doença de ampla distribuição na América do Sul, os registros paleopatológicos publicados são extremamente escassos. Por outro lado, considerando que as lesões ósseas provocadas por infecções fúngicas são extremamente similares e dificilmente distinguíveis uma das outras, seja em ossos secos ou exames radiológicos, a localização geográfica dos restos mortais é extremante importante para a tentativa de identificação da doença .
Em contexto paleopatológico, o primeiro caso relatado refere-se a uma múmia, escavada no norte do Chile, pertencente a um indivíduo do sexo feminino, com idade à morte de aproximadamente 56 anos, cujo óbito ocorreu por volta de 290 A.D. Observou-se durante a necropsia, lesões severas nos rins e pulmões, com acometimento dos linfonodos traqueobronquiais e mediastinais, muito similares aos casos modernos da doença .
Por se tratar de restos mumificados, portanto secos, previamente à realização das análises histopatológicas, as amostras foram preparadas com a solução de Ruffer, desenvolvida por Marc Armand Ruffer para análises de múmias egípcias no início do século XX e que permite a reidratação dos tecidos mumificados . Em seguida, foram utilizados os mesmos protocolos aplicados na patologia clínica contemporânea e após análises através de microscopia eletrônica, foram observadas leveduras com a patognomônica morfologia similar a roda de leme .
Os autores do estudo defendem se tratar de um caso de doença importada no norte do Chile, uma vez que a região não é zona de endemismo da PCM. Provavelmente foi adquirida durante expedições comerciais em regiões tropicais, visto que vários bens materiais e artefatos encontrados na sepultura possuíam penas de aves tropicais .